# KFRS
KFRS（89.9 FM）是位于美国加利福尼亚州金城的一个基督教广播电台，由家庭广播公司开办，发射功率250瓦。

## 其他频率
| 呼号   | 频率    | 发射地 | 功率 |
| K225BB | 92.9MHz | 索莱达 | 250W |